# Hirsutia saundersetalia
Hirsutia saundersetalia är en kräftdjursart som beskrevs av Just och Gary C.B. Poore 1988. Hirsutia saundersetalia ingår i släktet Hirsutia och familjen Hirsutiidae. Inga underarter finns listade i Catalogue of Life.